# Медаль Гельмгольца
Меда́ль Гельмго́льца (нім. Helmholtz-Medaille) — наукова нагорода Берлінсько-Бранденбурзької академії наук, що стала правонаступницею Прусської академії наук, Німецької академії наук у Берліні та Академії наук НДР. Медаль присуджують за видатні наукові досягнення в галузі гуманітарних і соціальних наук, математики та природничих наук, біології і медицини або інженерних наук.

## Історична довідка

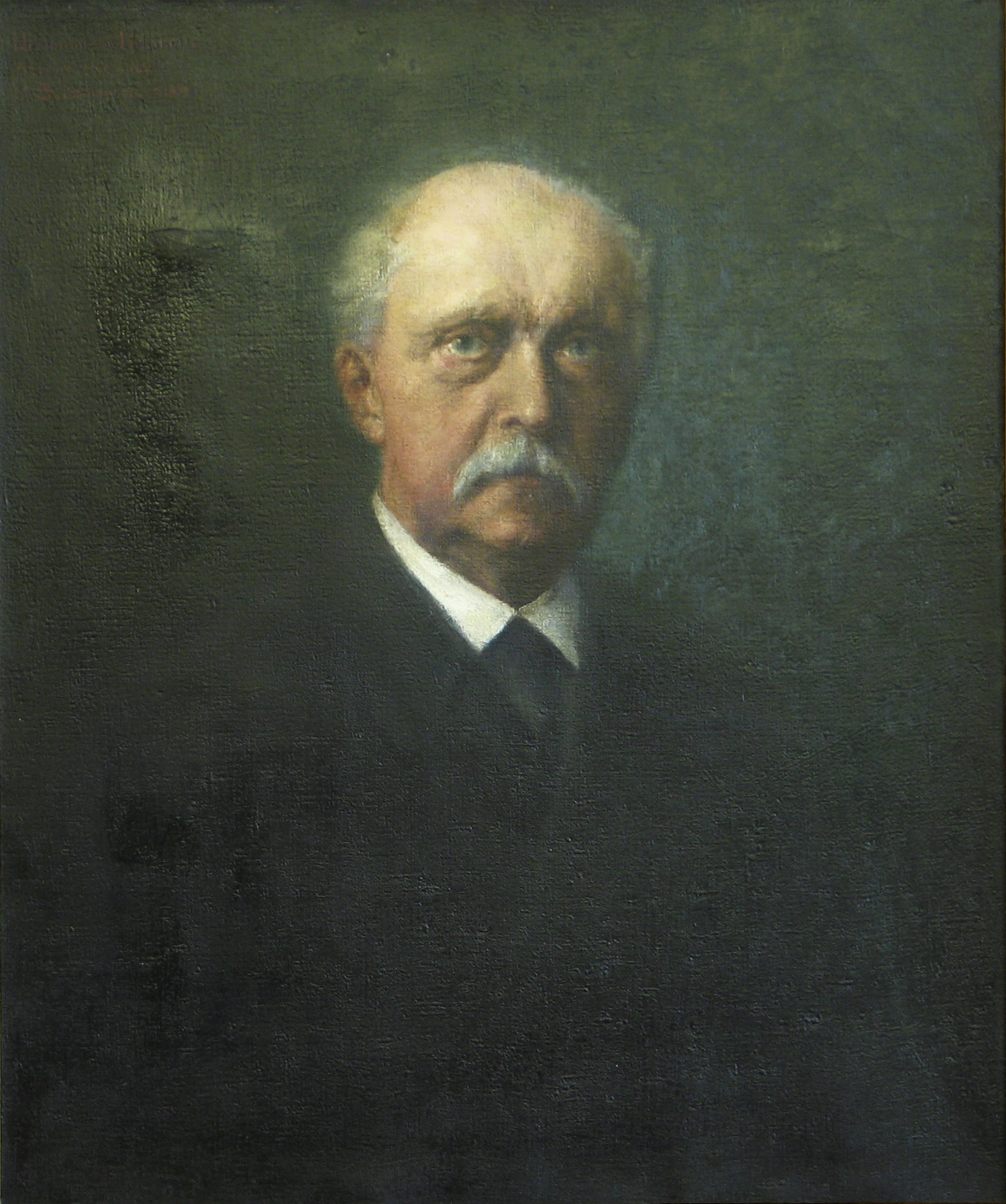
Герман фон Гельмгольц (1891)

Заснована німецьким фізиком Германом фон Гельмгольцом у рік свого 70-ліття.
Вручається з 1892 року. Перші чотири лауреати були обрані самим Гельмгольцем.
Нагородою є бронзова медаль. З 1994 року її присуджують що два роки і вручають на урочистій сесії, присвяченій Дню Лейбніца (нім. Leibniztag) в Академії.
Серед нагороджених медаллю є 18 лауреатів Нобелівської премії.

## Лауреати

### 1892—1945 (Пруська академія наук)
- 1892: Еміль Дюбуа-Реймон, Роберт Вільгельм Бунзен, Вільям Томсон, Карл Веєрштрасс
- 1898: Рудольф Вірхов
- 1900: Джордж Габрієль Стокс
- 1904:  Сантьяго Рамон-і-Кахаль
- 1906:  Антуан Анрі Беккерель
- 1909:  Герман Еміль Фішер
- 1910:  Якоб Гендрік Вант-Гофф
- 1912: Сімон Швенденер[en]
- 1914:  Макс Планк
- 1916: Ріхард Гертвіг[en]
- 1918:  Вільгельм Конрад Рентген

### З 1997 (Берлінсько-Бранденбурзька академія наук)
- 1994:  Манфред Ейген
- 1996: Ноам Чомскі
- 1998:  Роджер Пенроуз
- 2000: Юрґен Габермас
- 2002: Фрідріх Гірцебрух
- 2004: Ганс-Ульріх Велер[de]
- 2006: Гюнтер Шпур[de]
- 2008: Петер Вапневскі[de]
- 2010: Нільс Бірбаумер[de]
- 2012:  Джон Чарлз Полані
- 2014:  Маррі Гелл-Манн
- 2016: Ніколас Решер[en]
- 2018: Ріта Колвелл[en]
- 2020: Габор Соморджай[en]
- 2022: Каталін Каріко